# Aly Keita
Aly Keita (Västerås, 8 dicembre 1986) è un calciatore svedese naturalizzato guineano, portiere dell'Östersund e della nazionale guineana.

## Biografia
È nato in Svezia da padre guineano e madre norvegese.

## Carriera

### Club
Fino all'età di 12 anni nell'IK Oden ha giocato in attacco, poi ha iniziato a ricoprire definitivamente il ruolo di portiere. Nel 2005 e nel 2006 ha giocato in Division 2 con lo Skiljebo SK, una delle squadre minori della sua città natale Västerås.
Nel 2007 si è trasferito a un'altra formazione locale, il Syrianska Kerburan, da non confondere con il più noto Syrianska FC di Södertälje. Al termine del campionato 2008, Keita e la squadra hanno ottenuto la promozione in Division 1, la terza serie nazionale. Nel marzo 2010 aveva comunicato la decisione di smettere con il calcio giocato per dedicarsi a tempo pieno ad un altro un impegno lavorativo, ma l'ottenimento di una maggiore flessibilità presso il nuovo impiego gli ha permesso di tornare al calcio giocato già nel corso della stessa settimana.
Dopo le cinque stagioni trascorse al Syrianska Kerburan, Keita è stato ingaggiato in scadenza di contratto dal Västerås SK, la squadra cittadina più blasonata ma militante anch'essa in Division 1. In biancoverde ha superato la concorrenza del compagno di reparto Daniel Svensson, ed è rimasto in rosa nell'intera stagione 2012 e nella prima metà di quella 2013, prima di tornare al Syrianska Kerburan in prestito a causa della difficile situazione economica del Västerås SK.
Lasciato il Västerås SK in anticipo rispetto al contratto triennale, Keita ha potuto accordarsi con l'Östersund per quello che è stato il primo campionato di Superettan - seconda serie nazionale - della propria carriera. Al primo anno in rossonero ha lottato per il posto con l'inglese Connor Ripley, riuscendo a giocare quasi la metà delle partite (14 su 30). Nel 2015 è stato prevalentemente titolare, rimanendo in panchina solo nelle ultime giornate in favore dell'islandese Haraldur Björnsson. Il secondo posto in classifica ha valso la storica promozione del club in Allsvenskan. All'inizio della stagione 2016 gli è stato preferito Jamal Blackman, ma a giugno l'inglese in prestito è rientrato al Chelsea. Il 10 luglio 2016, alla ripresa delle partite dopo la pausa estiva per i campionati europei, Keita ha debuttato nel massimo campionato svedese in occasione di Östersund-Jönköpings Södra (1-0).
Circa un mese più tardi, il 15 agosto 2016, Keita è finito sulle cronache per essere stato vittima di un attacco da parte di un invasore di campo che lo ha colpito alla tempia al 90º minuto di Jönköpings Södra-Östersund. Ulteriori indagini hanno rivelato che l'invasore di campo non era in realtà un tifoso, bensì uno scommettitore diciassettenne residente a Södertälje, il quale avrebbe puntato una somma compresa tra le 5.000 e le 10.000 corone (poco più di 500-1.000 euro) su un risultato che non si stava concretizzando.
Keita ha terminato poi la stagione 2016 con 12 presenze in campionato: nelle ultime giornate a difendere la porta dell'Östersund è stato Hampus Nilsson, portiere arrivato nel frattempo in prestito. Keita è stato confermato titolare sin dall'inizio dell'annata 2017, cominciata con la vittoria della Coppa di Svezia 2016-2017. Questo trofeo ha permesso ai rossoneri di qualificarsi per una storica partecipazione all'Europa League.
Al debutto europeo, Keita ha mantenuto la porta inviolata nel successo casalingo a sorpresa per 2-0 contro i turchi del Galatasaray. Esso è stato il preludio ad un percorso continuato con il superamento di altri due turni preliminari contro Fola Esch e PAOK Salonicco nonché con il superamento di una fase a gruppi che includeva Athletic Bilbao, Zorja e Hertha Berlino, partite in cui Keita ha sempre giocato titolare in tutte le occasioni. Il cammino europeo dell'Östersund si è concluso ai sedicesimi di finale con la vittoria ininfluente (per via della sconfitta dell'andata) a Londra nella sfida di ritorno contro l'Arsenal.
Keita ha continuato ad essere il portiere dell'Östersund anche negli anni a seguire, i quali però non sono stati altrettanto fortunati per il club. Dopo un paio di salvezze, la squadra ha terminato l'Allsvenskan 2021 all'ultimo posto in classifica con soli 14 punti, retrocedendo quindi in seconda serie. Una seconda retrocessione (in questo caso dalla seconda alla terza serie) sarebbe potuta arrivare già l'anno seguente, ma nella Superettan 2022 i rossoneri sono riusciti a raggiungere il terzultimo posto proprio all'ultima giornata, salvandosi poi agli spareggi.
La lunga parentesi di Keita all'Östersund si è di fatto interrotta il 6 settembre 2024, giorno in cui il club ha diramato un comunicato ufficiale sul proprio sito in cui rendeva noto che il giocatore sarebbe stato esentato dalle attività della squadra fino al termine del suo contratto, in scadenza a fine 2024. A motivare questa scelta sono state le notizie relative ai problemi giudiziari di Keita, che era stato appena condannato per guida sotto effetto di sostanze stupefacenti, nel caso specifico cocaina, a seguito di un controllo stradale di routine avvenuto pochi mesi prima. Allo stesso tempo, Keita stava affrontando anche un'indagine per riciclaggio di denaro dopo il rinvenimento presso la sua abitazione di circa 600 000 corone svedesi in contanti, soldi che a detta del giocatore sarebbero invece frutto delle partite disputate con la nazionale guineana.

### Nazionale
Nell'aprile del 2018 Keita ha annunciato di voler rappresentare la nazionale della Guinea, paese di origine del padre. Ha debuttato il successivo 12 ottobre, in occasione della vittoria per 2-0 sul Ruanda in un match valido per le qualificazioni alla Coppa d'Africa 2019.

## Palmarès

### Club

#### Competizioni nazionali
- Coppa di Svezia: 1

Östersund: 2016-2017